# 小関隆
小関　隆（こせき たかし、1960年 - ）は、日本の歴史学者。専門はイギリス・アイルランド近代史。京都大学人文科学研究所教授。

## 人物
東京都出身。東京都立国立高等学校を経て、1984年一橋大学社会学部卒業、1988年バーミンガム大学歴史学修士、1991年一橋大学大学院社会学研究科博士課程単位取得退学。指導教官は都築忠七。
1991年東京農工大学農学部専任講師、1994年同助教授を経て、2000年津田塾大学学芸学部助教授、2003年京都大学人文科学研究所人文学研究部助教授、2007年同准教授、2015年同教授、2019年同副所長、2022年同文化連関部門代表。
19世紀のイギリスとアイルランドの、民衆生活史や社会運動史などの研究を行う。2007年には、『プリムローズ・リーグの時代―世紀転換期イギリスの保守主義―』により一橋大学博士（社会学）の学位を取得。審査員は森村敏己、土肥恒之、貴堂嘉之。

## 著書
- 『一八四八年-チャーティズムとアイルランド・ナショナリズム』未来社 1993.2
- 『世紀転換期イギリスの人びと』人文書院 2000.4
- 『プリムローズ・リーグの時代 世紀転換期イギリスの保守主義』岩波書店 2006.12
- 編『記念日の創造』人文書院 2007.5
- 『近代都市とアソシエイション』「世界史リブレット」山川出版社 2008.12.
- 『徴兵制と良心的兵役拒否―イギリスの第一次世界大戦経験』人文書院 2010.9
- 『アイルランド革命1913-23　第一次世界大戦と二つの国家の誕生』岩波書店 2018.4
- 『イギリス1960年代－ビートルズからサッチャーへ』中公新書 2021.5

学術論考
- 『労働者クラブにおけるイヴェントと人間関係』一橋大学社会科学古典資料センター 1996.10.
- 『19-20世紀転換期のイギリスにおける民衆主義の研究』京都大学 2005-2006